# Ministerio del Poder Popular para el Servicio Penitenciario
El Ministerio del Poder Popular para el Servicio Penitenciario es uno de los organismos que conforman el gabinete ministerial del Poder Ejecutivo de Venezuela. Fue creado el 26 de julio de 2011, vía decreto Nº 8.266 y formalmente en gaceta oficial Nº 39.721.
En 2013, el ministerio propone reformar el Código Orgánico Procesal Penal (COPP) de Venezuela, y modificar el Programa de Régimen de Confianza Tutelado.
El ministerio es un ente dependiente directamente de las órdenes del presidente de Venezuela. Y se encuentra ubicado en Avenida Venezuela, Edificio Platinum, Urbanización El Rosal, Municipio Chacao, Venezuela.

## Estructura del Ministerio
- Viceministerio para la Atención al Privado y Privada de Libertad
- Viceministerio para la Atención al Adolescente en Conflicto
- Viceministerio de Formación Educativa y Asuntos Sociales

### Órganos y Entes Adscritos al Ministerio
- Fondo Nacional para Edificaciones Penitenciarias
- Instituto Autónomo Caja de Trabajo Penitenciario

## Ministros
| Ministros del Servicio Penitenciario de Venezuela |                                 |                  |                |
| Orden                                             | Nombre                          | Período          | Presidente     |
| 1                                                 | María Iris Varela Rangel        | 2011 - 2013      | Hugo Chávez    |
| 2                                                 | María Iris Varela Rangel        | 2013 - 2017      | Nicolás Maduro |
| 3                                                 | Mirelys Contreras               | 2017- 2018       | Nicolás Maduro |
| 4                                                 | María Iris Varela Rangel        | 2018 - 2020      | Nicolás Maduro |
| 5                                                 | Myrelis Contreras               | 2020 - 2023      | Nicolás Maduro |
| 6                                                 | Celsa Sirley Bautista Ontiveros | 2023 - 2024      | Nicolás Maduro |
| 7                                                 | Julio García Zerpa              | 2024 -2025       | Nicolás Maduro |
| 8                                                 | Julio García Zerpa              | 2025 -actualidad | Nicolás Maduro |